# Kyrkbytjärnen (Hanebo socken, Hälsingland)
Kyrkbytjärnen är en sjö i Bollnäs kommun i Hälsingland och ingår i Ljusnans huvudavrinningsområde. Sjön har en area på 0,574 kvadratkilometer och ligger 46,1 meter över havet. Sjön avvattnas av vattendraget Herteån.
Kyrkbytjärnen är belägen i ett öppet odlingslandskap nära Hanebo kyrka. Den ingår i ett system av våtmarker som tidigare varit en större sammanhängande slättsjö. Växtligheten i sjön utgörs av starr, fräken, kaveldun och vass.
Kyrkbytjärnen en populär fågelsjö. Till häckfåglarna vid sjön hör näktergal, rörhöna, vattenrall, bläsand, årta och kattuggla. Runt sjön häckar sparvuggla, slaguggla och gråspett. Under vår och höst rastar sångsvanar, salskrakar och andra änder vid sjön. Närheten till kusten gör att skärgårdsfåglar som strandskata och bergand emellanåt gästar sjön.

## Delavrinningsområde
Kyrkbytjärnen ingår i det delavrinningsområde (679205-153995) som SMHI kallar för Utloppet av Kyrkbytjärn. Medelhöjden är 66 meter över havet och ytan är 7,14 kvadratkilometer. Räknas de 7 avrinningsområdena uppströms in blir den ackumulerade arean 99,82 kvadratkilometer. Herteån som avvattnar avrinningsområdet har biflödesordning 2, vilket innebär att vattnet flödar genom totalt 2 vattendrag innan det når havet efter 35 kilometer. Avrinningsområdet består mestadels av skog (43 procent), öppen mark (12 procent) och jordbruk (27 procent). Avrinningsområdet har 0,55 kvadratkilometer vattenytor vilket ger det en sjöprocent på 7,7 procent. Bebyggelsen i området täcker en yta av 0,32 kvadratkilometer eller 5 procent av avrinningsområdet.